# Hallaryds distrikt
Hallaryds distrikt är ett distrikt i Älmhults kommun och Kronobergs län. Distriktet ligger sydväst om Älmhult. 

## Tidigare administrativ tillhörighet
Distriktet inrättades 2016 och utgörs av socknen Hallaryd i Älmhults kommun.
Området motsvarar den omfattning Hallaryds församling hade 1999/2000.